# برج عقرب
برج عقرب (کژدم، ♏)، هشتمین برج فلکی از دایرةالبروج است.
عقرب، هشتمین برج [خانهٔ] خورشید، قوسی ۳۰ درجه از دایرةالبروج است. این برج خط سیر خورشید در آبان ماه به مدت ۲۹روز و ۲۱ساعت و ۳۹دقیقه و نام دیگر این ماه در گاهشماری خورشیدی نیز می‌باشد. میانگین شبانه‌روز لحظه تحویل برج عقرب ساعت ۱۹:۰۳ روز ۱ آبان است.
سه هزار سال پیش این برج، بیشتر از زمینه صورت فلکی عقرب (کژدم) می‌گذشت و به همین نام باقی ماند؛ ولی امروزه از زمینه صورت فلکی سنبله (دوشیزه) و بیشتر آن از زمینه صورت فلکی میزان (ترازو) می‌گذرد.

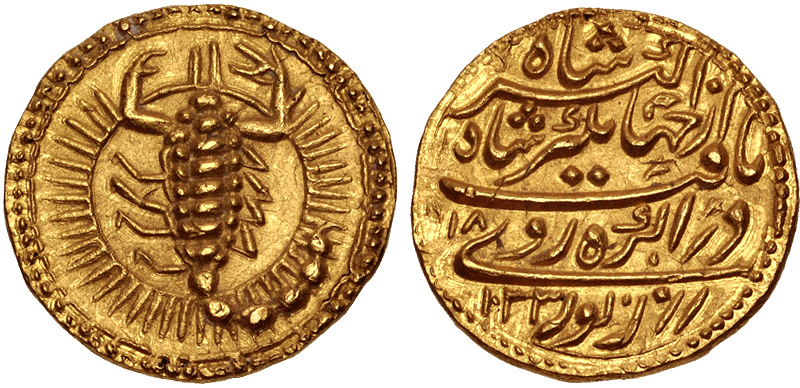
خورشید در برج عقرب؛ سکه جهانگیر شاه

کلمهٔ عقرب به معنی کژدم است.

## منابع

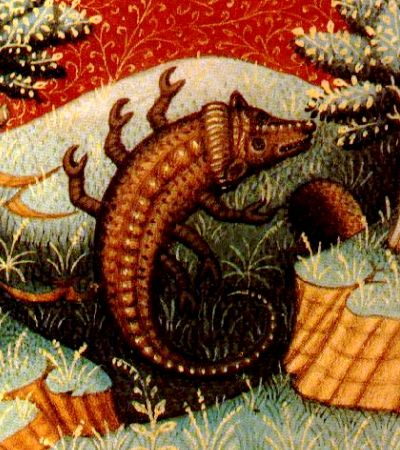
عقرب